# Hate Plow
A Hate Plow amerikai death metal supergroup, amely 1994-ben alakult. Albumaikat a Pavement Music kiadó dobja piacra.
1994-ben alakultak meg a floridai Fort Lauderdale-ben. A zenekart a Malevolent Creation és a Cannibal Corpse tagjai hozták létre, ám ez a felállás mára teljesen megváltozott. A zenekar zenei hatásaként a Napalm Death-t és a Terrorizert jelölte meg.

## Tagok
- Phil Fasciana - gitár (1994-)

- Julian Hollowell - basszusgitár (2001-)

- Dan Simpson - dobok (2014

- Mike Dickson - ének (2014-)

## Lemezek
- Everybody Dies (1998)
- The Only Law is Survival (2000)
- Moshpit Murder (2004)